# Hymenopyramis
Hymenopyramis es un género de plantas con flores con siete especies pertenecientes a la familia de las lamiáceas, anteriormente se encontraba en las verbenáceas.
Es nativo de Indochina a Hainan.

## Especies
- Hymenopyramis acuminata H.R.Fletcher (1938).
- Hymenopyramis brachiata Wall. ex Griff. (1943).
- Hymenopyramis cana Craib (1922).
- Hymenopyramis parvifolia Moldenke (1956).
- Hymenopyramis pubescens Moldenke (1970).
- Hymenopyramis siamensis Craib (1912).
- Hymenopyramis vesiculosa H.R.Fletcher (1938).